# Первая лига ПФЛ 1996

## Участники
Из высшей лиги по итогам чемпионата 1995 года вылетел «Динамо-Газовик» Тюмень ().
Вышли из второй лиги по итогам сезона 1995 года: «Газовик-Газпром» Ижевск, «Спартак» Нальчик, «Кубань» Краснодар, «Металлург» Красноярск и «Сатурн» Раменское. ().
Занявший 5-е место в западной зоне второй лиги в 1995 году «Локомотив» Санкт-Петербург объединился с командой «Сатурн-1991», образовав команду «Локомотив-Сатурн» (вскоре вернувшую исходное название «Локомотив»).
В сезоне 1996 года в первой лиге выступали 22 команды:
- «Газовик-Газпром» Ижевск
- «Динамо» Ставрополь
- «Динамо-Газовик» Тюмень
- «Дружба» Майкоп
- «Заря» Ленинск-Кузнецкий
- «Звезда» Иркутск
- «Кубань» Краснодар
- «Локомотив» Санкт-Петербург
- «Локомотив» Чита
- «Луч» Владивосток
- «Металлург» Красноярск
- «Нефтехимик» Нижнекамск
- «Океан» Находка
- «Сатурн» Раменское
- «Сокол-ПЖД» Саратов
- «Спартак» Нальчик
- «Торпедо» Арзамас
- «Торпедо» Волжский
- «Уралан» Элиста
- «Факел» Воронеж
- «Чкаловец» Новосибирск
- «Шинник» Ярославль

## Таблица
| М  | Команда                | И  | В  | Н  | П  | Мячи     | ±   | О  | Примечания            |
| -- | ---------------------- | -- | -- | -- | -- | -------- | --- | -- | --------------------- |
| 1  | Динамо-Газовик         | 42 | 24 | 12 | 6  | 82 − 34  | +48 | 84 | Переход в Высшую лигу |
| 2  | Шинник                 | 42 | 24 | 11 | 7  | 66 − 32  | +34 | 83 | Переход в Высшую лигу |
| 3  | Факел                  | 42 | 23 | 13 | 6  | 72 − 33  | +39 | 82 | Переход в Высшую лигу |
| 4  | Газовик-Газпром        | 42 | 24 | 7  | 11 | 69 − 44  | +25 | 79 |                       |
| 5  | Динамо (Ставрополь)    | 42 | 22 | 8  | 12 | 64 − 45  | +19 | 74 |                       |
| 6  | Заря                   | 42 | 19 | 9  | 14 | 63 − 54  | +9  | 66 |                       |
| 7  | Уралан                 | 42 | 19 | 9  | 14 | 47 − 41  | +6  | 66 |                       |
| 8  | Сокол-ПЖД              | 42 | 18 | 8  | 16 | 56 − 49  | +7  | 62 |                       |
| 9  | Спартак (Нальчик)      | 42 | 17 | 8  | 17 | 62 − 59  | +3  | 59 |                       |
| 10 | Кубань                 | 42 | 15 | 14 | 13 | 65 − 60  | +5  | 59 |                       |
| 11 | Сатурн                 | 42 | 16 | 9  | 17 | 48 − 48  | 0   | 57 |                       |
| 12 | Локомотив (СПб)        | 42 | 15 | 10 | 17 | 57 − 46  | +11 | 55 |                       |
| 13 | Нефтехимик             | 42 | 15 | 10 | 17 | 45 − 55  | −10 | 55 |                       |
| 14 | Торпедо (Волжский)     | 42 | 15 | 9  | 18 | 57 − 71  | −14 | 54 |                       |
| 15 | Луч                    | 42 | 14 | 12 | 16 | 39 − 49  | −10 | 54 |                       |
| 16 | Дружба (Майкоп)        | 42 | 15 | 8  | 19 | 50 − 47  | +3  | 53 |                       |
| 17 | Локомотив (Чита)       | 42 | 13 | 12 | 17 | 50 − 56  | −6  | 51 |                       |
| 18 | Торпедо (Арзамас)      | 42 | 15 | 5  | 22 | 47 − 64  | −17 | 50 | Вылет во Вторую лигу  |
| 19 | Океан                  | 42 | 10 | 9  | 23 | 42 − 76  | −34 | 39 | Вылет во Вторую лигу  |
| 20 | Звезда (Иркутск)       | 42 | 10 | 8  | 24 | 31 − 63  | −32 | 38 | Вылет во Вторую лигу  |
| 21 | Металлург (Красноярск) | 42 | 8  | 11 | 23 | 33 − 61  | −28 | 35 | Вылет во Вторую лигу  |
| 22 | Чкаловец               | 42 | 7  | 6  | 29 | 44 − 102 | −58 | 27 | Вылет во Вторую лигу  |

И — игры, В — выигрыши, Н — ничьи, П — проигрыши, Мячи — забитые и пропущенные голы, ± — разница голов, О — очки

## Лучшие бомбардиры
1. Варлам Киласония («Локомотив» СПб) — 22 мяча в 34 играх
2. Карапет Микаелян («Сокол») — 20 мячей в 38 играх
3. Сергей Топоров («Заря») — 19 мячей в 37 играх
4. Наиль Галимов («Локомотив» Ч) — 18 мячей в 33 играх
5. Сергей Маслов («Динамо» Ст) — 18 мячей в 40 играх
6. Александр Призетко («Динамо-Газовик») — 18 мячей в 40 играх
7. Владислав Яркин («Заря») — 17 мячей в 32 играх
8. Михаил Зубчук («Факел») — 16 мячей в 41 игре
9. Валерий Шушляков («Кубань») — 15 мячей в 20 играх
10. Валерий Яблочкин («Шинник») — 15 мячей в 38 играх

## Призёры
- «Динамо-Газовик»
  - А. Жиров — 41, А. Призетко  — 40 (18), А. Бессмертный  — 39, А. Татаркин — 38 (14), В. Долбоносов — 37 (5), С. Жуков — 36 (4), А. Талалаев — 34 (13), Н. Ковардаев 33 (11), Ю. Батуренко — 30 (4), И. Варламов — 30, О. Масленников — 26 (-20), В. Пономаренко — 24 (2), «Ростсельмаш» → В. Луговкин — 23 (3), Е. Княжев — 21 (3), «Ростсельмаш» → Ю. Боровской — 21 (1), А. Каюмов — 17, И. Кутепов  — 17 (-14) → «Динамо» К, А. Савченко — 16. М. Соловьёв — 13, В. Татарчук — 11 (3), Е. Бурдинский — 10 (1), В. Афонин — 2.
- «Шинник»
  - А. Яшкин — 41 (6), А. Бычков — 39 (12), А. Мартынов — 39 (6), В. Яблочкин — 38 (15), В. Потехин — 38, Г. Гришин — 37 (9), М. Путилин — 37 (1), М. Голиков — 36 (1), А. Соловцов — 36, А. Гутеев — 35 (-23), А. Гальянов — 33 (5), А. Иляскин — 30 (6), А. Казалов — 27 (3), А. Клестов — 27, А. Трофимов — 16, С. Макаров — 14, В. Помазов — 14, А. Рудаков — 12 (1), «Зенит» С-П→ Д. Быстров — 10, П. Кондаков — 7 (-9), А. Дозморов — 1 → «Рубин» Кз.
- «Факел»
  - М. Зубчук — 41 (16), В. Городов — 41 (-30), О. Морозов — 40 (4), Г. Сёмин — 38 (5), А. Стёпин — 38 (3), А. Прохоров — 38 (2), В. Зинич — 33 (11), А. Бескровный — 33 (6), А. Щёголев — 32 (3), И. Неучев — 31 (3), А. Юдин — 30 (8), А. Морозов — 30 (1), С. Волгин — 28 (5), В. Чуриков — 28 (2), А. Кудряшов — 22, В. Елсуков — 14 (1), О. Жеваченко — 14, А. Шипилов — 12 (1), А. Овсянников — 9 (1), В. Горбач — 8, К. Данилов — 3 (-3), А. Карпенко — 2, Г. Ремезов — 2.